# Der Herr der Welt (Benson)

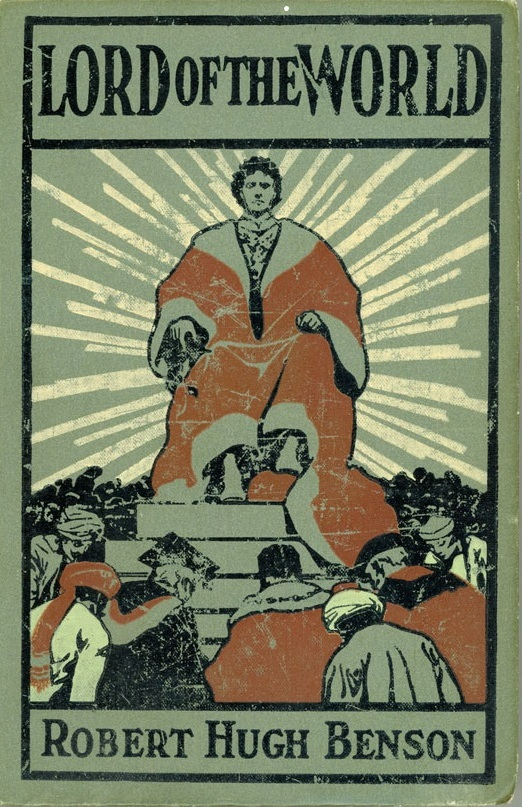
Lord of the World, Originalausgabe 1907

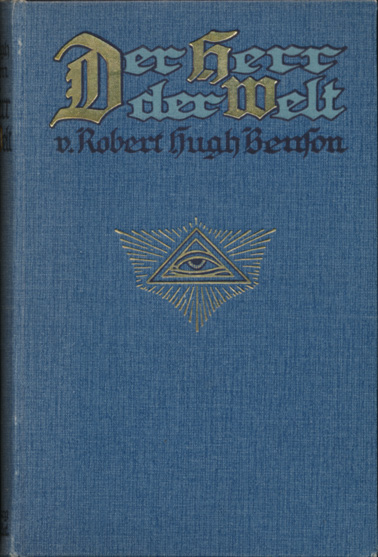
Robert Hugh Benson. Der Herr der Welt (OT: Lord Of The World). Dt. EA Pustet Vlg. 1911

Der Herr der Welt, im englischen Original Lord of the World, ist ein Roman des britischen Geistlichen Robert Hugh Benson aus dem Jahr 1906. Er gilt als wichtiger Vorläufer der großen dystopischen Romane des 20. Jahrhunderts wie George Orwells „1984“ oder Aldous Huxleys „Brave New World“.

## Inhalt
Der amerikanische Politiker Julian Felsenburgh erreicht etwa hundert Jahre nach dem Erscheinen des Buches 1906 auf wunderbare Weise einen weltweiten Frieden und wird in der Folge – etwa nach dem Jahr 2000 – als Präsident aller Länder anerkannt. Felsenburgh steht für einen modernistischen Humanismus, für das Prinzip eines rein säkularen Staates. Er erfüllt sein Amt dank futuristischer Technik und eines einzigartigen Charismas. Als seinen letzten Gegner erkennt er die katholische Kirche. Deren Beharren auf ein der Welt übergeordnetes, transzendentes Prinzip erkennt der oberste Vertreter eines materialistischen Menschheitsglaubens als Bedrohung und betreibt in Konsequenz ihre vollständige, gewaltsame Ausrottung.
Felsenburghs Gegenspieler ist der Priester Percy Franklin. Dieser entkommt nur knapp in einem Luftschiff der kompletten Zerstörung der Stadt Rom. Als Papst und Stellvertreter Christi unter dem Namen Sylvester III. führt er schließlich die wenigen verbliebenen Gerechten in einen apokalyptischen Endkampf beim palästinensischen Dorf Armageddon gegen die säkulare Weltstreitmacht Julian Felsenburghs.
Während der Weltpräsident – Julian Felsenburgh tritt im gesamten Buch lediglich vier Mal äußerst kurz in Erscheinung – nur über seine Wirkung auf andere greifbar wird, trifft der Leser an dessen Stelle den begeisterten Humanisten und Freimaurer Oliver Brand und seine Frau Mabel. Als britischer Politiker von Rang hat Brand die Visionen eines Felsenburgh in gültiges Gesetz umzuarbeiten und vor der Öffentlichkeit dafür geradezustehen.
An dem wohlhabenden Paar der Upper Class führt Benson exemplarisch die verführerische Wirksamkeit der neuen politischen Ideale eines radikalen, materialistischen Humanismus vor: die Euphorie über die Überwindung eines bedrohlichen Konfliktes zweier einst verfeindeter Machtblöcke im Osten und Westen, die Gelassenheit und das alleinige Vertrauen auf die menschliche Vernunft. Sie gilt in der neuen politischen und gesellschaftlichen Kultur als einzige gültige Kraft zur Lösung menschlicher Konflikte, zur Beseitigung menschlichen Leids und zur Befriedigung aller ihrer Bedürfnisse. Das Vertrauen des Paares reicht bis zu den Euthanasiehäusern, wo Oliver Brand seine Frau verlieren wird.
Für Mabel Brand wird der Widerspruch zwischen dem humanistischen Ideal des Menschen als alleinigen Herrn seines Schicksals und der entsetzlichen Wirklichkeit aus Glaubensverfolgung, Pogrom und Hinrichtungen unter dem Schutz eben jenes Humanismus zu einem unlösbaren inneren Konflikt. Dem entzieht sie sich pragmatisch durch ihren Selbstmord in einem Euthanasiehaus.
In zwei großen Handlungssträngen läuft die Geschichte auf das unvermeidliche Ende zu. Aus dem Blickwinkel der Brands beobachtet der Leser im ersten Strang den Aufstieg des Julian Felsenburgh zu einem Weltpräsidenten mit absoluter Machtfülle. Er verfolgt den Politiker Brand, wie er dem Charisma des Herrschers erliegt, wie er und seine Frau sich bereitwillig dem Kult um den neuen Herrscher ergeben. Wie Oliver letztlich bereit ist, selbst seine eigenen humanistischen Ideale aufzugeben, und den Gesetzen zur Verfolgung der Katholiken zustimmt. Wie er in das Luftschiff steigt, das für Großbritannien in die letzte Schlacht bei Armageddon ziehen soll.
Für Brand ist dies alles eine logische, rationale Folge seines fanatischen Humanismus und Freimaurertums. Seine Frau und seine Mutter scheitern jedoch an dieser Begeisterung. Brands Mutter fleht im Sterben um die Sakramente der katholischen Kirche und seine Frau versucht vor ihrem Freitod verzweifelt, das Wesen des christlichen Glaubens zu verstehen.
Dem gegenüber steht im zweiten Handlungsstrang die Entwicklung des Priesters Percy Franklin. Als britischer Korrespondent des Vatikans hat er die Aufgabe, die politischen und gesellschaftlichen Entwicklungen zu verfolgen und seinen Vorgesetzten in Rom zu berichten. Die Heilige Stadt wurde den Katholiken von den säkularen Mächten überlassen; innerhalb ihrer Mauern ist der Papst wieder als alleiniger Herrscher anerkannt und musste dafür auf alle Kirchen und Kathedralen Italiens verzichten (worauf er eingegangen ist, um der Kirche ein Refugium zu sichern). Alles Gewerbe und mit ihm fast alle technischen Errungenschaften der Moderne wurden aus ihren Mauern verbannt. Sie ist ein Hort der reinen Kontemplation und des Glaubens. Nach der Ernennung Felsenburghs zum britischen Staatsoberhaupt wird Franklin nach Rom berufen und erlangt nach dem Tod seines Vorgesetzten die Kardinalswürde. Gemeinsam mit dem Papst betreibt er die Gründung eines kirchlichen Geheimordens, der allein dem Papst unterstellt wird. Nachdem er in Rom von den Vorbereitungen zu einem Anschlag britischer Katholiken in London erfährt, reist Percy zurück nach London, um die Regierung dort über das Komplott zu informieren. Er hofft, durch dessen vorauseilende Aufdeckung bei den neuen Mächten Vertrauen in die römischen Kräfte zu schaffen und befürchtete Vergeltungsschläge als Reaktion auf das Komplott zu verhindern. Der Plan scheitert und in Folge wird Rom aus Luftschiffen mit einem neuartigen Sprengstoff (die Atombombe war beim Verfassen des Buches noch nicht absehbar) komplett zerstört. Katholiken müssen sich fortan unter Androhung der Todesstrafe öffentlich zum neuen, humanistischen Glauben bekennen.
Nach dem Tod des Papstes wird Percy, auf dessen äußere Ähnlichkeit mit dem Antichrist Felsenburgh regelmäßig hingewiesen wird, selbst zum Stellvertreter Christi. Er zieht sich nach Palästina zurück, dem einzigen Ort, an dem er dem Zugriff der Weltmacht des Antichristen entzogen ist. Von dort versucht er mit Hilfe seines Geheimordens, die auf der Welt verstreuten Katholiken neu zu organisieren. Nach dem Verrat durch einen seiner Kardinäle wird die säkulare Welt jedoch auf seinen Aufenthaltsort aufmerksam. Als er seine wichtigsten Vertrauten aus aller Welt zu einem Konzil nach Palästina beordert, schlägt diese erbarmungslos zu. Der Endkampf nimmt apokalyptische Ausmaße an; der Roman endet mit dem Erscheinen der himmlischen Heerscharen.